# ジョージ・ハンフリー
ジョージ・マゴフィン・ハンフリー（英語: George Magoffin Humphrey、1890年3月8日 - 1970年1月20日）は、アメリカ合衆国の政治家、法律家、実業家。1953年1月から1957年5月まで財務長官を務めた。

## 生涯
1890年3月8日にミシガン州シボイガンにて、弁護士のワッツ・S・ハンフリーとその妻であるキャロライン・マゴフィン・ハンフリーの子として誕生した。同州サギノー郡の公立学校で学んだ後、ミシガン大学で法律を学び、1912年にミシガン州の司法試験に合格し、父の経営する法律事務所において弁護士業を始めた。
1917年に父の法律事務所を辞め、オハイオ州の製鋼メーカーのM・A・ハンナ・アンド・カンパニー (M. A. Hanna and Company) の顧問（社内弁護士）となり、1920年に共同経営者の1人となる。その後副社長を経て、1929年に社長に就任した。1952年に会長に退くまでの期間に積極的な経営戦略を取り、同社の事業範囲をプラスチック事業・天然ガス事業・更に銀行業などにまで多角化させ、同社を大いに発展させた。
ハンフリーが国政と関わるようになったのは1940年代後半からで、実業界の代表として経済問題を扱う複数の諮問会議の委員に選ばれた。1949年に商務省の商業諮問委員会 (Business Advisory Council) の議長に就任し、翌年には全米の炭鉱業界における労使間闘争の仲介などの功績を残した。そして1952年アメリカ合衆国大統領選挙では、共和党の大統領候補であるドワイト・D・アイゼンハワーを支持し、選挙資金の面で大いに貢献した。
大統領に当選したアイゼンハワーは財務長官としてハンフリーを指名した。ハンフリーはその指名を受諾し、M.A.ハンナ・アンド・カンパニー及びその多くの子会社での役職を全て辞職した。

## 財務長官時代
1953年1月20日に財務長官に就任した。ハンフリーは1951年以来の財政赤字を解消すると共にインフレーションを抑制する為、政府支出の削減・所得税減税・超過利得税の廃止・税制の不公平の是正を提案し、その法案は連邦議会で可決された。この財政政策は1956年会計年度において財政黒字への転換をという成果をもたらし、アイゼンハワー政権でのアメリカ合衆国は好景気に沸いた。

## 財務長官退任後
1957年7月29日にハンフリーは財務長官を辞職し、その後はオハイオ州クリーブランドで余生を送った。1970年1月20日に死去し、クリーブランドのレイク・ビュー墓地 (Lake View Cemetery) に埋葬されている。

## 家族
1913年1月にサギノー郡の学校での同級生だったパメラ・スタークと結婚した。後に夫婦の間には2男2女が誕生する。